# Macrocneme fenestrata
Macrocneme fenestrata är en fjärilsart som beskrevs av Klages 1906. Macrocneme fenestrata ingår i släktet Macrocneme och familjen björnspinnare. Inga underarter finns listade i Catalogue of Life.